# Isla Diamond
La isla Diamond (en inglés: 'Diamond Island', o bien isla Diamante) es una isla estadounidense localizada en el río Ohio. Tiene una superficie de alrededor de la mitad de una milla cuadrada. Se encuentra a diez kilómetros al oeste de Henderson, Kentucky, en el condado de Henderson, del mismo estado. A finales del siglo XVIII, era un escondite para piratas del río, sobre todo, Samuel Mason y su banda en 1797 y los conocidos asesinos en serie, los hermanos Harpe.
En 1803, hubo una masacre cuando una familia fue supuestamente emboscada por diez nativos americanos, que estaban escondidos en el cañaveral.